# ICE L
De Talgo 230 is een type langeafstandstrein dat 230 km/u kan rijden, gemaakt door de Spaanse fabrikant Talgo. Vervoerder DB Fernverkehr geeft de naam ICE L (eerder ECx) aan dit model, en wil het vanaf 2026 in dienst nemen op het ICE-netwerk in Duitsland, Nederland, Denemarken en Oostenrijk. Het gaat om lagevloertreinen (vandaar de letter L, voor low floor).

## Geschiedenis

### Deutsche Bahn
In november 2015 meldde DB Fernverkehr dat het langeafstandstreinen wilde kopen, geschikt voor hogere snelheden dan de bestaande Intercity 2-dubbeldekstreinen (160 km/u). Het type moest geschikt zijn voor internationale routes en ook op niet-geëlektrificeerde routes ingezet kunnen worden. De uitnodiging tot inschrijving voor een raamcontract werd in maart 2017 gepubliceerd.
In februari 2019 tekende Deutsche Bahn de raamovereenkomst met Talgo voor de levering van maximaal 100 treinen. Er werden toen 23 treinen besteld voor levering tot 2025, voor ongeveer € 550 miljoen. In mei 2023 werd een tweede bestelling van 56 treinen gedaan.
Midden maart 2019 werd de nieuwe trein onder de werknaam ECx aan het publiek gepresenteerd. De fabrikant noemt dit type Talgo 230.
Begin 2022 werd aangekondigd dat de eerste rijtuigen pas in 2024 zouden worden geleverd en de locomotieven van de serie 105 pas in 2025 (in plaats van 2023), wegens de coronapandemie. Vanwege deze vertragingen huurt NS International Vectron-locomotieven huren en inzetten op het traject Berlijn-Amsterdam. Daarnaast werd de koppeling gewijzigd in het ÖBB-WTB-systeem om de Talgo-treinen met meer locomotiefseries te kunnen gebruiken. DB en ÖBB hebben dit systeem afgesproken zodat een zekere standaardisatie wordt bereikt. Ook de Talgo-treinen van DSB krijgen deze koppelingen.
Voor gebruik op de niet-geëlektrificeerde routes naar Oberstdorf en Westerland (Sylt) is DB Fernverkehr van plan Siemens Vectron Dual Mode-locomotieven in te zetten.
In juli 2023 werden de eerste rijtuigen in Duitsland geleverd voor de toelatings- en testritten. Op 2 februari 2025 werd de eerste rijtuigenstam naar Nederland gebracht voor dezelfde procedures.
Rond juni 2025 waren er vanwege de productievertragingen onderhandelingen tussen Talgo en DB over de leveringsdata en een eventuele vermindering van het aantal treinen.
In de zomer van 2025 verkreeg de ICE L toelating tot het Duitse spoornet.

### DSB (Denemarken)
Naast DB Fernverkehr heeft ook de Deense spoorvervoerder DSB bijna identieke Talgo 230-rijtuigen gekocht: samen 16 stellen van 15 rijtuigen. Deze zullen ingezet worden tussen Kopenhagen en Hamburg en werden geleverd vanaf 2023.

### Flixtrain
Flixtrain, de belangrijkste open-accessconcurrent van DB op het Duitse langeafstandsvervoer, kondigde in mei 2025 een bestelling aan van 30 (optioneel tot 65) van deze Talgo 230-hogesnelheidstreinen voor een bedrag van 1,060 miljard, waarvan 2,4 miljard euro bevestigd. Deze versie is ontworpen voor Duitsland, Nederland, Oostenrijk, Denemarken en Zweden.

## Bouw en uitrusting

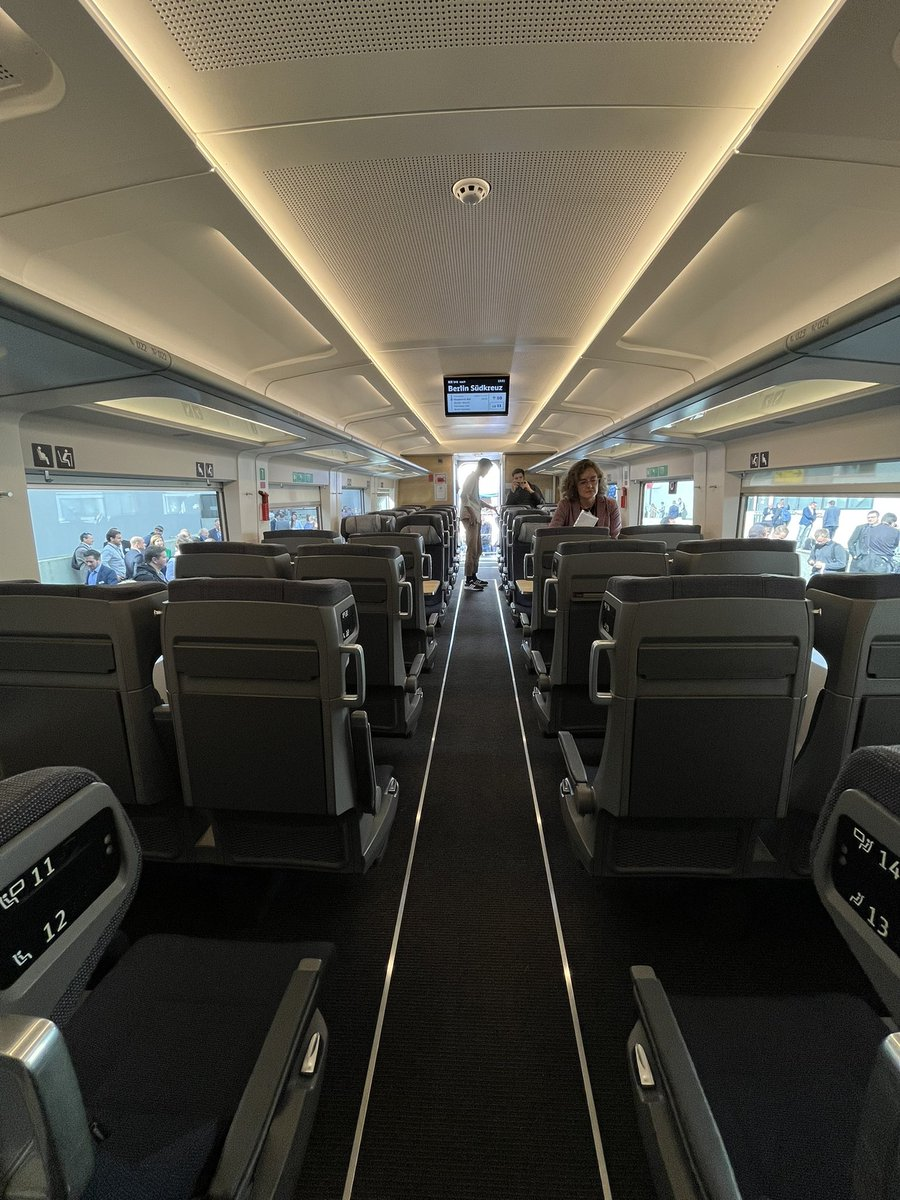
Zicht op het interieur van het eerste ICE L-prototype

In tegenstelling tot de ICE 3 en 4 is een ICE L geen treinstel, maar een trek-duwtrein die dus door een locomotief wordt getrokken of geduwd. De afzonderlijke Talgo-rijtuigen kunnen echter alleen in werkplaatsen en met behulp van hulpaandrijvingen worden gescheiden.
De treinstammen zijn ontworpen voor een maximale snelheid van 230 km/u en bestaan bij levering elk uit 15 middenrijtuigen, een eindrijtuig en een stuurstandrijtuig. Daarmee bestaat een 235 meter lange treinstam uit 17 rijtuigen, en die zijn, typisch voor Talgo, aan de uiteinden verbonden met het naburige rijtuig door een wielstel met aan elke zijde één wiel, wat de doorlopend lage vloer mogelijk maakt. Alleen de twee rijtuigen aan de uiteinden hebben aan de kant van de koppeling wel een klassiek draaistel met twee assen zodat een trein 20 assen heeft, plus de vier assen van de 19,5 meter lange elektrische meersysteemlocomotief van Talgo. De tussenrijtuigen zijn met dit Talgo-systeem opmerkelijk korter dan gangbare types rijtuigen.
Een gevolg van dit beperkte aantal wielen heeft de trein een hoge aslast, wat moeilijk ligt voor de toelating in Nederland gezien de slappe Nederlandse ondergrond.
De vloer is bijna overal 76 cm hoog. Enkel de twee langere rijtuigen aan de uiteinden hebben boven het draaistel, aan het treinuiteinde, een hogere vloer. De treinen bieden daarmee een traploze doorgang en (als eerste ICE-trein) traploos in- en uitstappen bij een perronhoogte van 76 cm. De treinen zijn daardoor zowel in Duitsland als in Nederland barrièrevrij toegankelijk. Volgens DB en het Duitse Ministerie van Verkeer en Digitale Infrastructuur moeten in de toekomst alle aanbestedingen voor nieuwe voertuigen in het Duitse langeafstandspersonenvervoer voldoen aan deze vereisten voor instap en doorgang.
In plaats van de meegeleverde Talgo-locomotieven kunnen ook andere diesel- of elektrische locomotieven de rijtuigen trekken.
Het buitenontwerp is veranderd ten opzichte van het ontwerp uit 2019. De treinen hebben drie rolstoelplaatsen, acht fietsplaatsen en een aparte peuter- en gezinsruimte met speelhoek. In het interieur is er indirecte ledverlichting aanwezig. Volgens DB Fernverkehr worden ze uitgerust met wifi en het ICE-entertainmentportaal, een actueel passagiersinformatiesystemen en ruimte voor bagage. Ze krijgen een boordrestaurant volgens de DB-standaard voor de langeafstandstreinen.

## Inzet

### Deutsche Bahn
Oorspronkelijk wilde DB Fernverkehr vanaf december 2023 de eerste Talgo-treinen inzetten op de IC-lijn 77 Berlijn - Amsterdam, die elke twee uur rijdt. Dit traject wordt met deze treinen 30 minuten sneller afgelegd dan met de eerder gebruikte treinen.
Het is de bedoeling de treinen daarna ook in te zetten op de toeristische verbindingen Keulen - Oberstdorf en vanuit Berlijn, Karlsruhe en Keulen naar Westerland (Sylt).
In mei 2023 werd samen met de tweede bestelling aangekondigd dat de treinen bijkomend ook op andere lijnen in heel Duitsland, en grensoverschrijdend naar Wenen en Kopenhagen zullen worden ingezet.